# Sphecodes chaprensis
Sphecodes chaprensis là một loài Hymenoptera trong họ Halictidae. Loài này được Blüthgen mô tả khoa học năm 1927.